# Vloedmolen
De Vloedmolen was een watermolen op de Tungelroyse Beek te Stramproy. De molen was gelegen in buurtschap De Vloot.
Het betrof een onderslagmolen die fungeerde als korenmolen.

## Geschiedenis
Reeds in 1295 was er sprake van een molen op deze plaats, getuige een schriftelijk document daty de uitspraak inhield naar aanleiding van een geschil tussen het Maastrichtse Sint-Servaaskapittel en Willem II van Horne. Aangezien het geschil was aangespannen in 1290, stond de molen er ook toen al.
De molen had een smal rad met een grote diameter. Het waterverbruik ervan was hoog, en daarom mocht de molen enkel gebruikt worden in het natte jaargetijde.
Omstreeks 1870 waren er plannen van het waterschap "Het Land van Weert" om de afwatering ten zuiden van Weert te verbeteren. Daartoe werd ook de loop van de Tungelroyse beek aangepakt en moesten twee watermolens verdwijnen. De molenaar van de Vloedmolen richtte daarom in 1875 te Tungelroy de windkorenmolen Sint Anna op, welke beide watermolens verving.
In 1880 werd het waterrecht van de molen verkocht aan het waterschap, en in 1887 werd de molen gesloopt en werd de afslagtak van de beek naar de molen gedempt.